# 訃報 2017年10月
訃報 2017年10月（ふほう 2017ねん10がつ）では、2017年10月に物故した、又は物故が報じられた人物についてまとめる。

## (1日 - 15日)

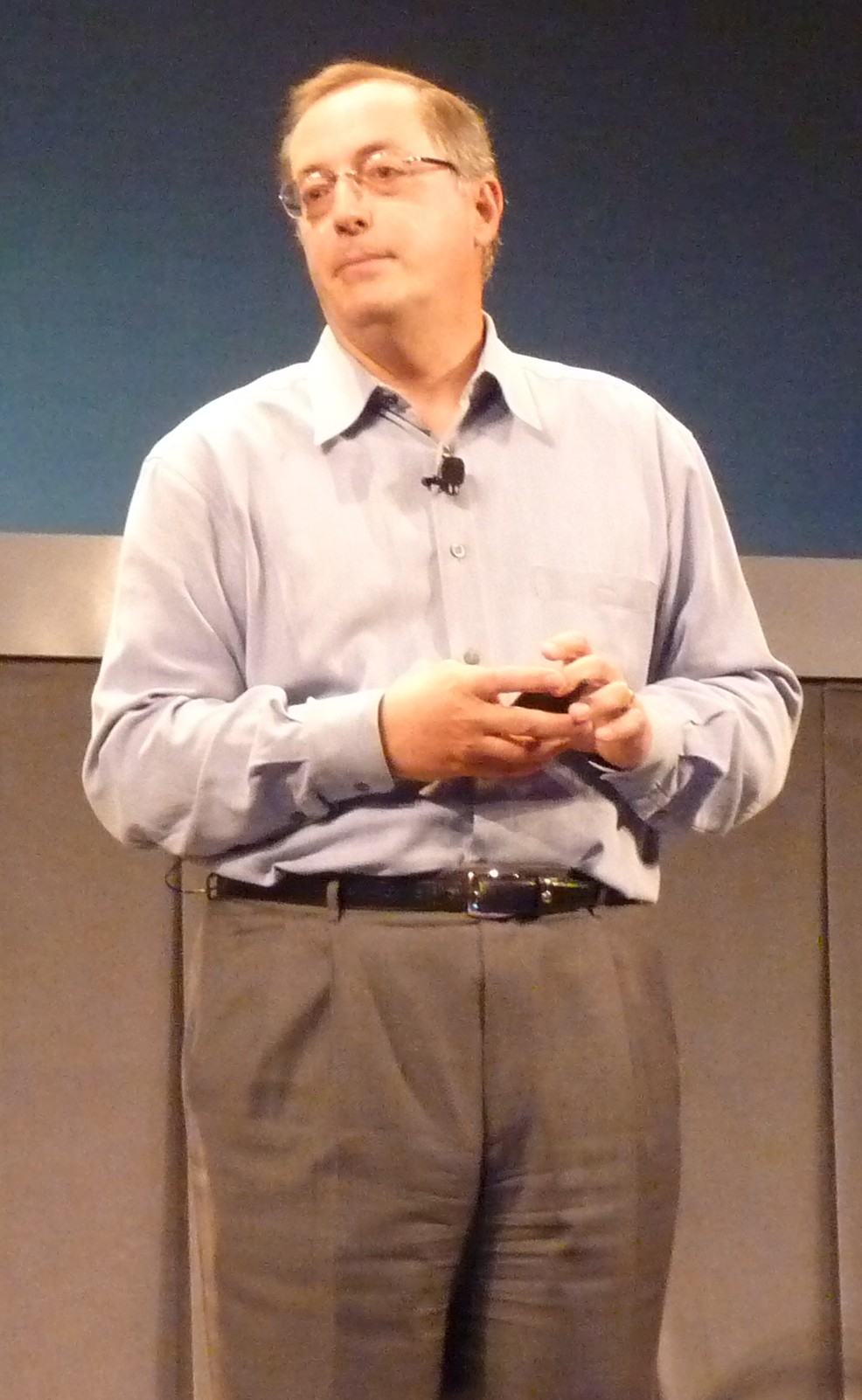
ポール・オッテリーニ／10月2日没

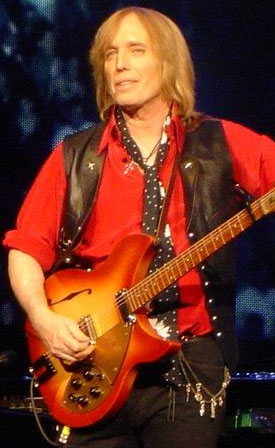
トム・ペティ／10月2日没

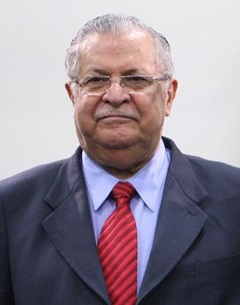
ジャラル・タラバニ／10月3日没

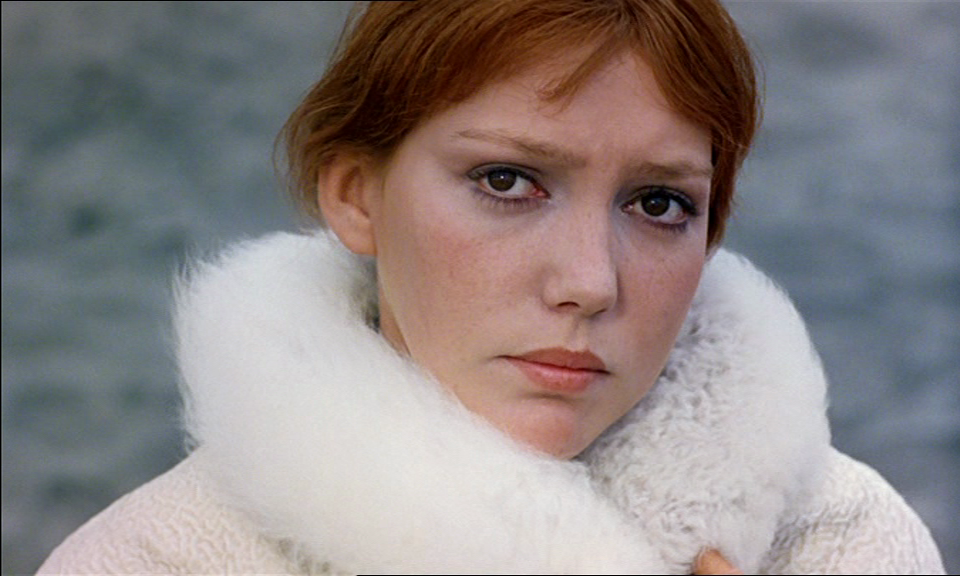
アンヌ・ヴィアゼムスキー／10月5日没

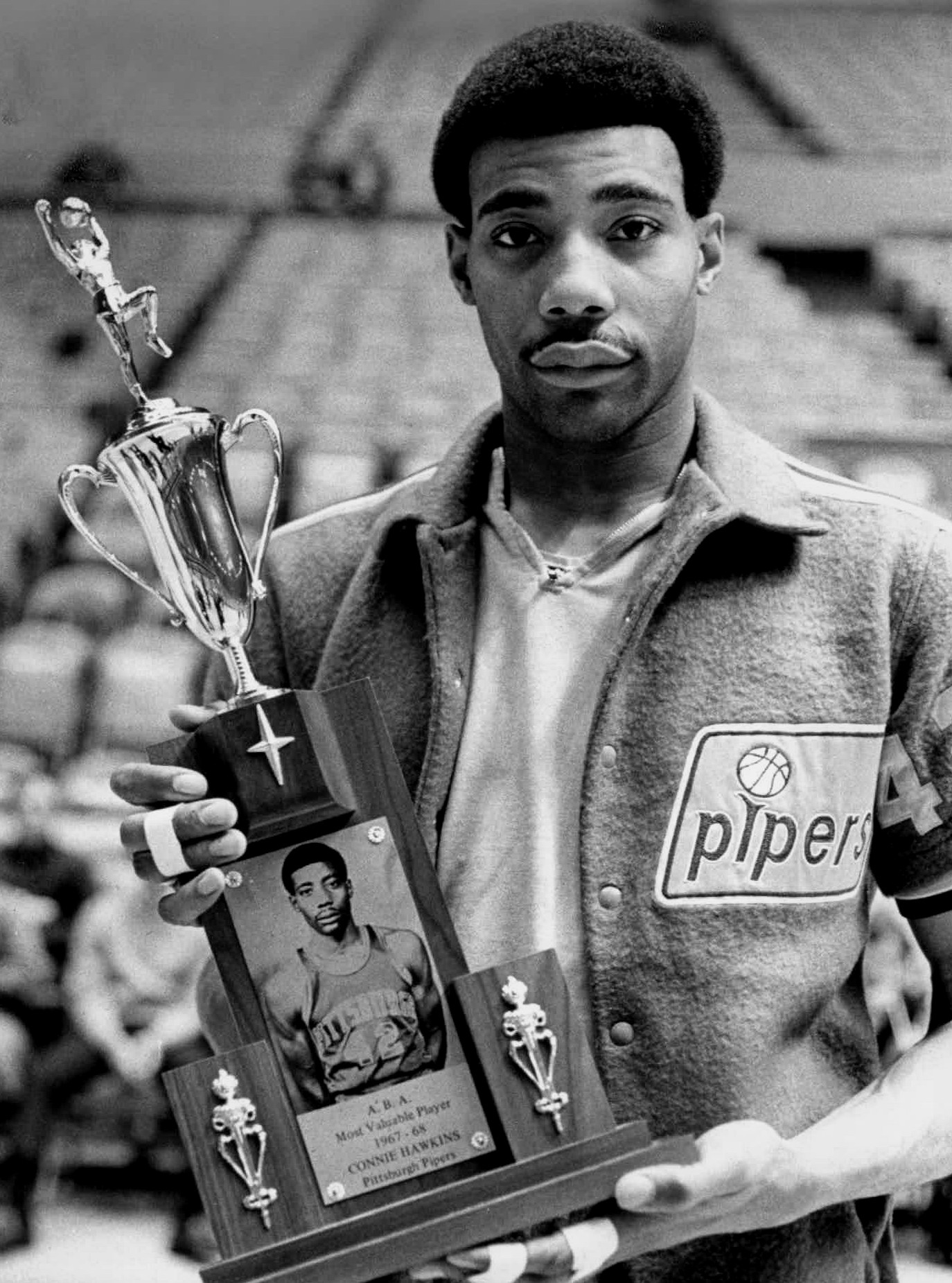
コニー・ホーキンズ／10月6日没

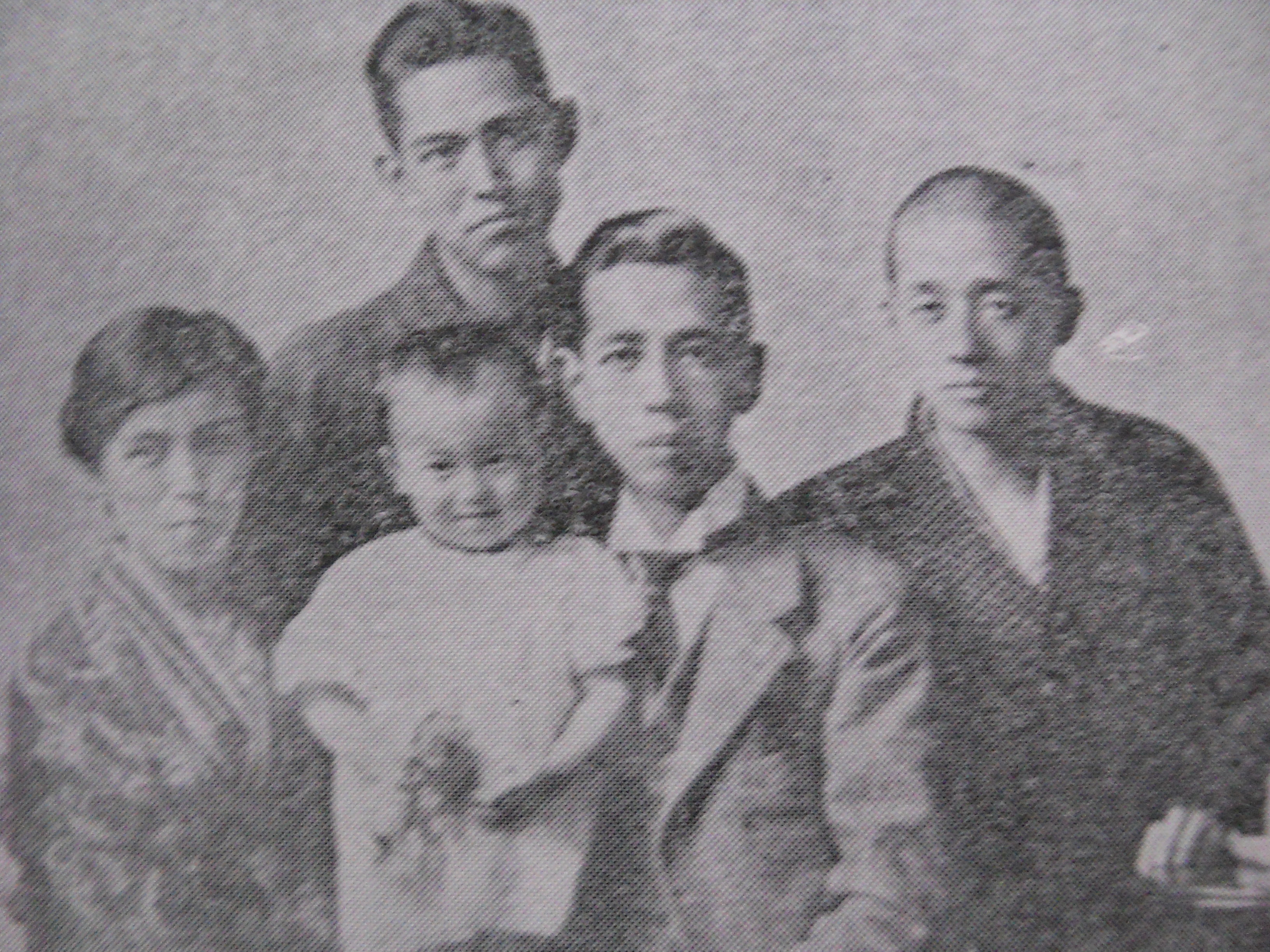
岸信和（左から2番目、幼少期）／10月7日没

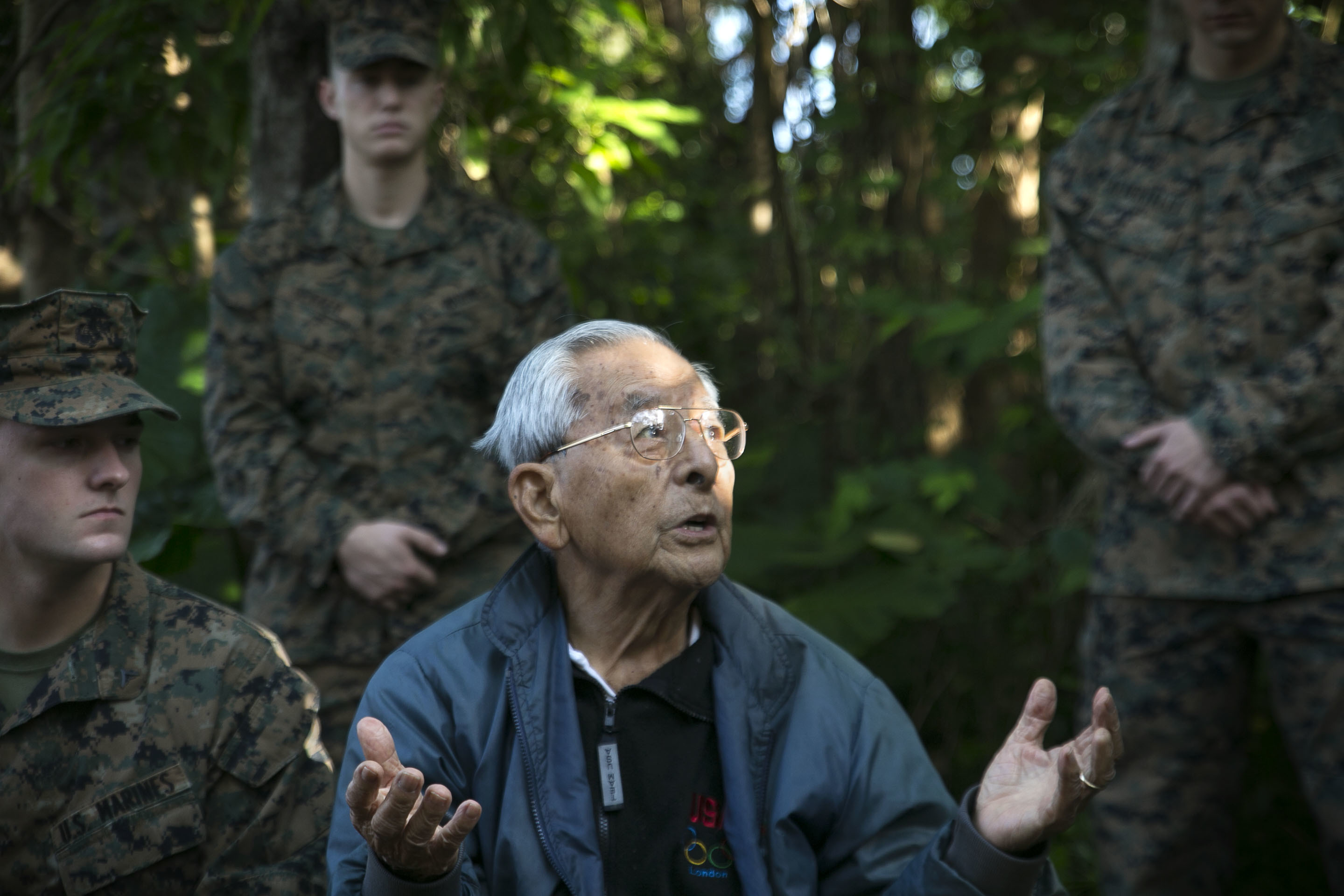
タケジロウ・ヒガ／10月7日没

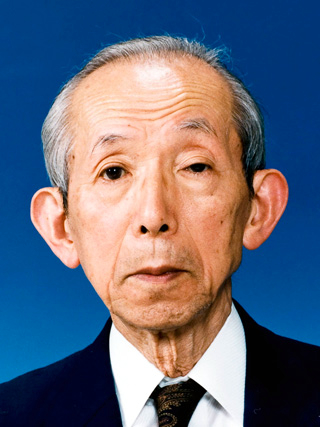
横堀武夫／10月9日没

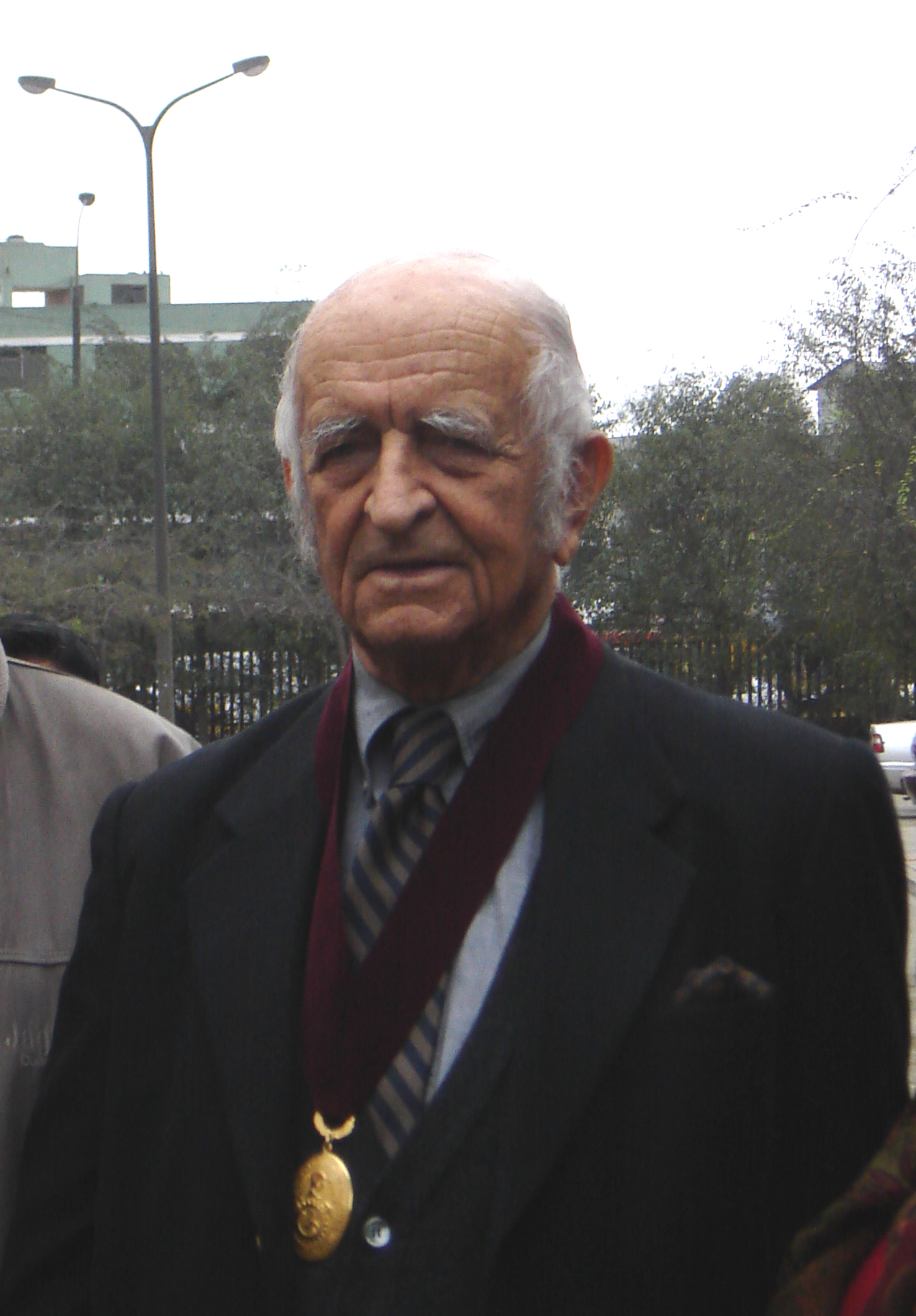
フェルナンド・デ・シスロ／10月9日没

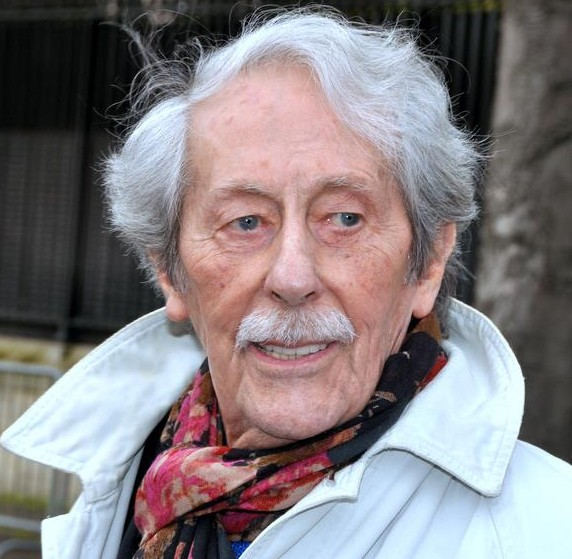
ジャン・ロシュフォール／10月9日没

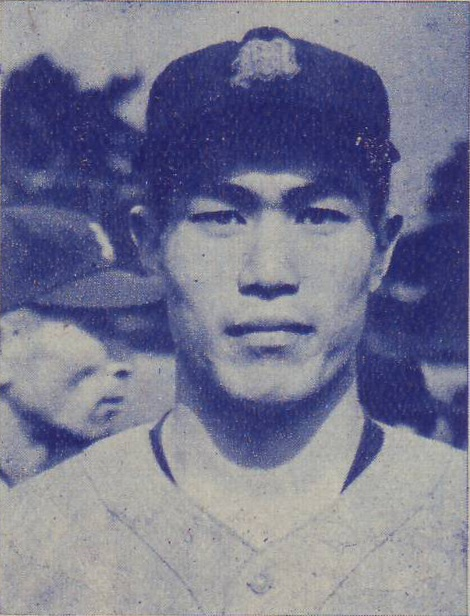
橋本力／10月11日没

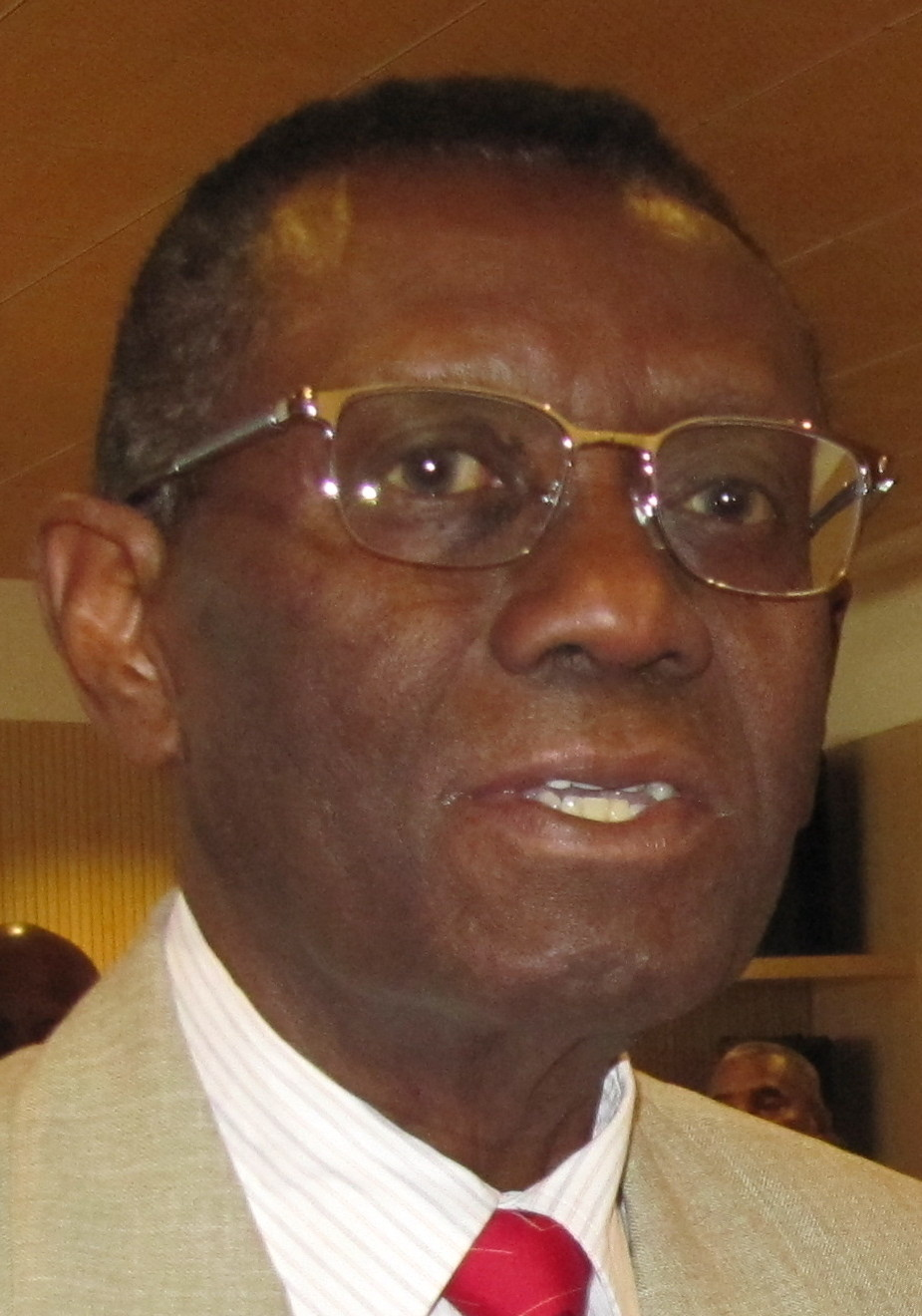
アルベール・ザフィ／10月13日没

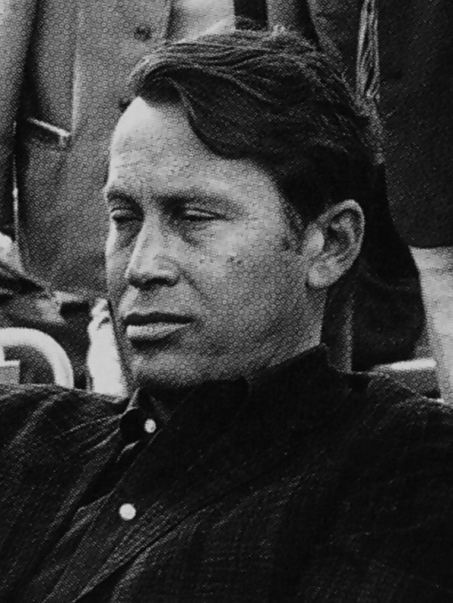
リチャード・ウィルバー／10月14日没

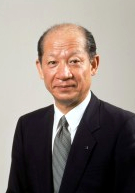
西室泰三／10月14日没

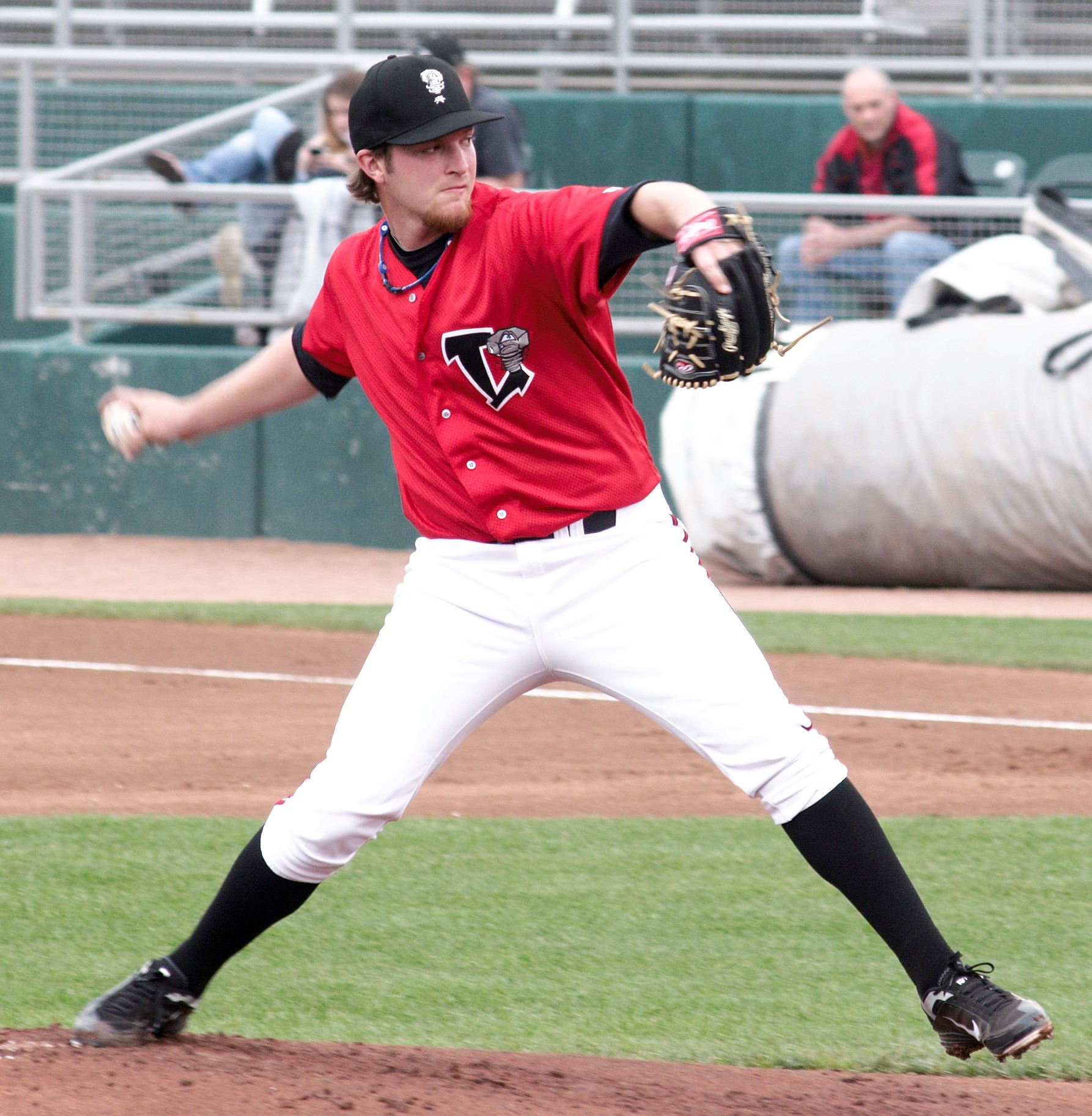
ダニエル・ウェブ／10月14日没

- 10月1日 - アーサー・ヤノフ、アメリカ合衆国の心理学者（* 1924年）[1]
- 10月1日 - サミュエル・アーヴィング・ニューハウス・ジュニア、アメリカ合衆国の実業家、コンデナスト・パブリケーションズ名誉会長（* 1927年）[2]
- 10月1日 - 大仲進、日本の地方公共団体職員、沖縄県与那国町元助役（* 1929年）[3]
- 10月1日 - スティーブン・パドック、アメリカ合衆国、2017年ラスベガス・ストリップ銃乱射事件犯人（* 1953年）[4]
- 10月2日 - 木内むめ子、日本の詩人（* 1924年）[5]
- 10月2日 - 金雲龍、大韓民国の元外交官、元国際オリンピック委員会副会長（* 1931年）[6]
- 10月2日 - 土野守、日本の政治家、前岐阜県高山市長（* 1936年）[7]
- 10月2日 - ポール・オッテリーニ、アメリカ合衆国の実業家、元インテル社長兼最高経営責任者（* 1950年）[8]
- 10月2日 - トム・ペティ、アメリカ合衆国のミュージシャン、シンガーソングライター（* 1950年）[9]
- 10月2日 - 仁井谷俊也、日本の作詞家（* 1948年?）[10]
- 10月3日 - 佐伯敏子、日本の反核運動家、関西学院大学名誉教授（* 1919年）[11]
- 10月3日 - 永田秀雅、日本の映画プロデューサー、元大映副社長（* 1925年）[12]
- 10月3日 - ジャラル・タラバニ、イラクの政治家、第四共和政初代大統領（* 1933年）[13]
- 10月4日 - リーアム・コスグレイヴ（英語版）、アイルランドの政治家、元首相、元外相（* 1920年）[14]
- 10月4日 - 島津彬郎、日本の英文学者、明治大学名誉教授（* 1922年）[15]
- 10月4日 - 篠遠喜彦、日本出身のアメリカ合衆国の人類学者（* 1924年）[16]
- 10月4日 - 上野征夫、日本の実業家、元三菱商事副社長（* 1945年）[17]
- 10月4日 - 酒井幸一、日本の実業家、会津商工信用組合理事長（* 1957年?）[18]
- 10月4日 - 進藤侑、日本の競艇選手（* 1983年）[19]
- 10月5日 - 五月女正治、日本の実業家、元山一証券会長（* 1937年?）[20]
- 10月5日 - 三條正人、日本の歌手、鶴岡雅義と東京ロマンチカメインボーカル（* 1943年）[21]
- 10月5日 - アンヌ・ヴィアゼムスキー、フランスの女優、小説家、映画監督（* 1947年）[22]
- 10月6日 - 篠崎年子、日本の政治家、元日本社会党参議院議員（* 1918年）[23]
- 10月6日 - 井関正昭、日本の美術評論家、東京都庭園美術館名誉館長（* 1928年）[24]
- 10月6日 - コニー・ホーキンズ、アメリカ合衆国の元バスケットボール選手（* 1942年）[25]
- 10月7日 - 岸信和、日本の実業家、西部石油元会長（* 1921年）[26]
- 10月7日 - ワシントン・シシップ（英語版）、アメリカの実業家、アジア経営大学院（英語版）創立者（* 1921年）[27]
- 10月7日 - タケジロウ・ヒガ、アメリカ合衆国の軍人、元陸軍情報部言語学兵（* 1923年）[28]
- 10月7日 - 原田直郎、日本の裁判官、元大阪高等裁判所長官（* 1926年）[29]
- 10月7日 - 小林美夫、日本の建築家、日本大学名誉教授（* 1928年）[30]
- 10月8日 - 福田龍生、日本の歌人、元日本短歌雑誌連盟理事長（* 1931年）[31]
- 10月8日 - 高尾吉郎、日本の実業家、元日興證券社長（* 1935年）[32]
- 10月8日（遺体発見） - 白西紳一郎、一般社団法人日中協会理事長（* 1940年）[33]
- 10月8日 - 今井絵美子、日本の小説家（* 1945年）[34]
- 10月8日 - サリム・シャケル（フランス語版）、チュニジアの政治家、保健大臣（* 1961年）[35]
- 10月9日 - 横堀武夫、日本の機械工学者、東北大学名誉教授、日本学士院会員（* 1917年）[36]
- 10月9日 - 阿部悦郎、日本の政治家、元秋田県西木村長（* 1923年?）[37]
- 10月9日 - 米澤義信、日本の実業家、元本州製紙社長（* 1924年?）[38]
- 10月9日 - フェルナンド・デ・シスロ、ペルーの画家（* 1925年）[39]
- 10月9日 - ジャン・ロシュフォール、フランスの俳優（* 1930年）[40]
- 10月9日 - 多根裕詞、日本の実業家、三城ホールディングス会長（* 1931年）[41]
- 10月9日 - 熊谷賢一、日本の作曲家（* 1934年）[42]
- 10月9日 - 佐藤泰彦、日本の教育学者、宇都宮大学名誉教授（* 1935年）[43]
- 10月9日 - アルマンド・カルデロン・ソル（英語版）、エルサルバドルの政治家、元大統領（* 1948年）[44]
- 10月10日 - 澤松豊、日本のテニス指導者、日本テニス協会顧問（* 1924年）[45]
- 10月10日 - 早川豊彦、日本の工学者、東京工業大学名誉教授（* 1931年）[46]
- 10月10日 - 小山健夫、日本の船舶工学者、東京大学名誉教授（* 1937年?）[47]
- 10月10日 - 宇都宮英彦、日本の工学者、徳島大学名誉教授（* 1940年）[48]
- 10月11日 - 樽美幸雄、日本の航海学者、神戸商船大学名誉教授、弓削商船高等専門学校元校長（* 1926年）[49]
- 10月11日 - 荒井信一、日本の歴史学者、茨城大学名誉教授、駿河台大学名誉教授（* 1926年）[50]
- 10月11日 - クリフォード・ハズバンズ、バルバドスの政治家、元総督（* 1926年）[51]
- 10月11日 - 橋本力、日本の元プロ野球選手【毎日オリオンズ所属】、俳優（* 1933年）[52]
- 10月11日 - 柏崎守、日本の獣医学者、元農林水産省家畜衛生試験場長（*1939年）[53]
- 10月12日 - 竹浪正造、日本の絵日記作家、元政治家、元青森県鶴田町議会議員、ツル多はげます会創設者（* 1918年）[54]
- 10月13日 - アルベール・ザフィ、マダガスカルの政治家、元大統領（* 1927年）[55]
- 10月13日 - 石川重明、日本の元警察官僚、弁護士、第83代警視総監（* 1944年）[56]
- 10月14日 - リチャード・ウィルバー、アメリカ合衆国の詩人（* 1921年）[57]
- 10月14日 - 小川昭之、日本の小児科医師、大分医科大学名誉教授（* 1930年）[58]
- 10月14日 - 西室泰三、日本の実業家、東芝元社長、日本郵政元社長、東京証券取引所元会長（* 1935年）[59]
- 10月14日 - 城田隆、日本の実業家、元三重テレビ放送社長（* 1937年?）[60]
- 10月14日 - ダニエル・ウェブ、アメリカ合衆国のプロ野球選手（投手）（* 1989年）[61]
- 10月15日 - 鄧墾（中国語版）、中華人民共和国の政治家、鄧小平実弟（* 1911年）[62]
- 10月15日  - 早川東三、日本のドイツ語・ドイツ文学者、学習院大学名誉教授（* 1929年）[63]
- 10月15日 - 依岡紫峰、日本の書家、毎日書道展審査会員（* 1932年?）[64]
- 10月15日 - 田中淳三、日本の実業家、元三井生命保険副社長（* 1934年）[65]
- 10月15日  - 寺崎昭久、日本の政治家、元参議院議員【民社党・新進党・新党友愛・民主党所属】（* 1936年）[66]
- 10月15日 - 加藤唯史、日本の漫画家（* 1949年）[67]
- 10月15日 - チョイルル・フーダ（英語版）、インドネシアのプロサッカー選手（* 1979年）[68]

## (16日 - 31日)

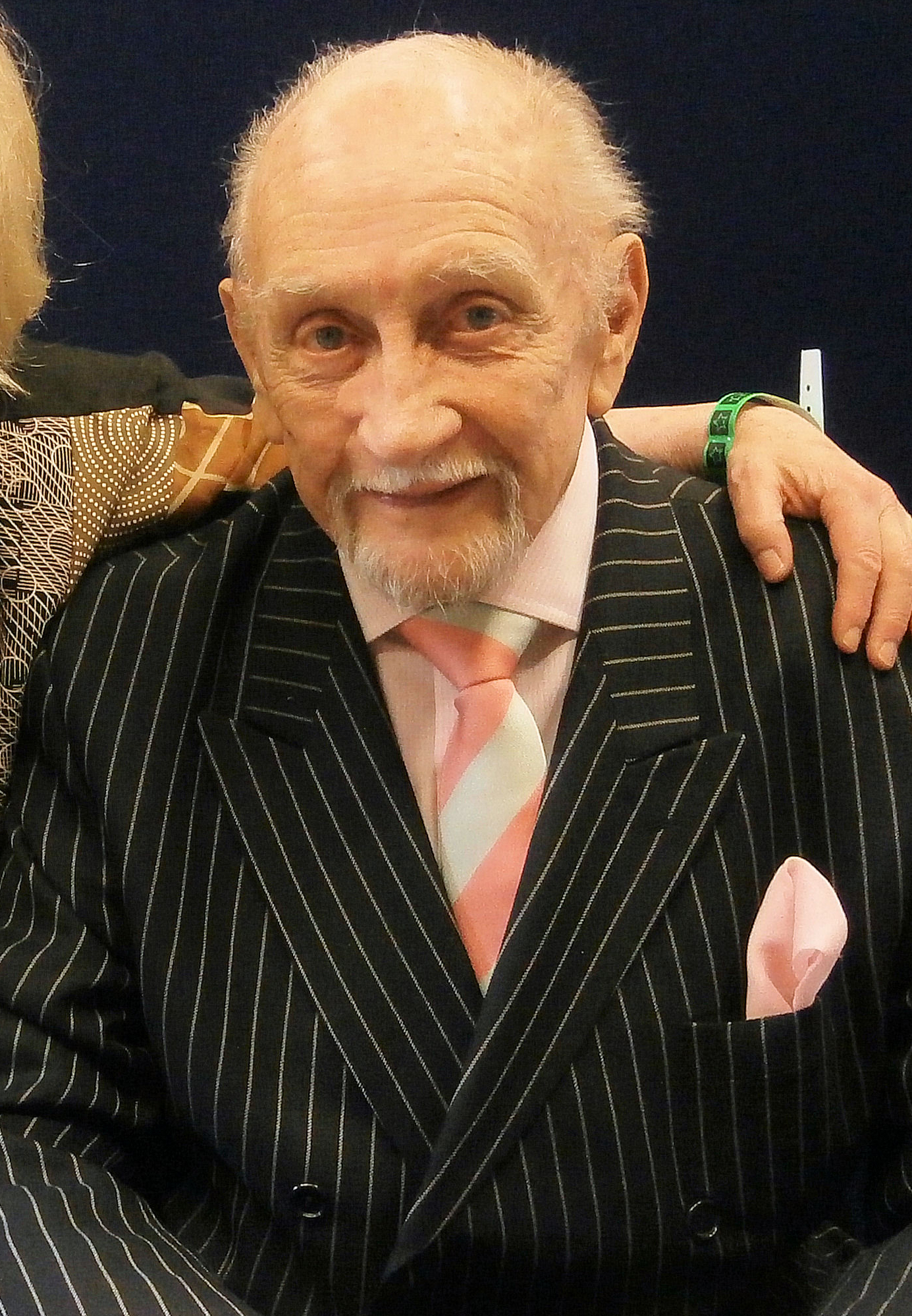
ロイ・ドートリス／10月16日没

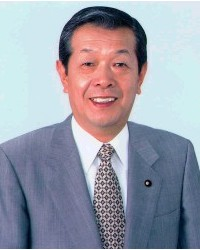
岸宏一／10月16日没

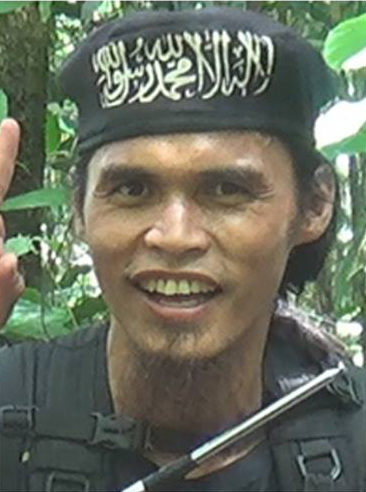
オマル・マウテ／10月16日没

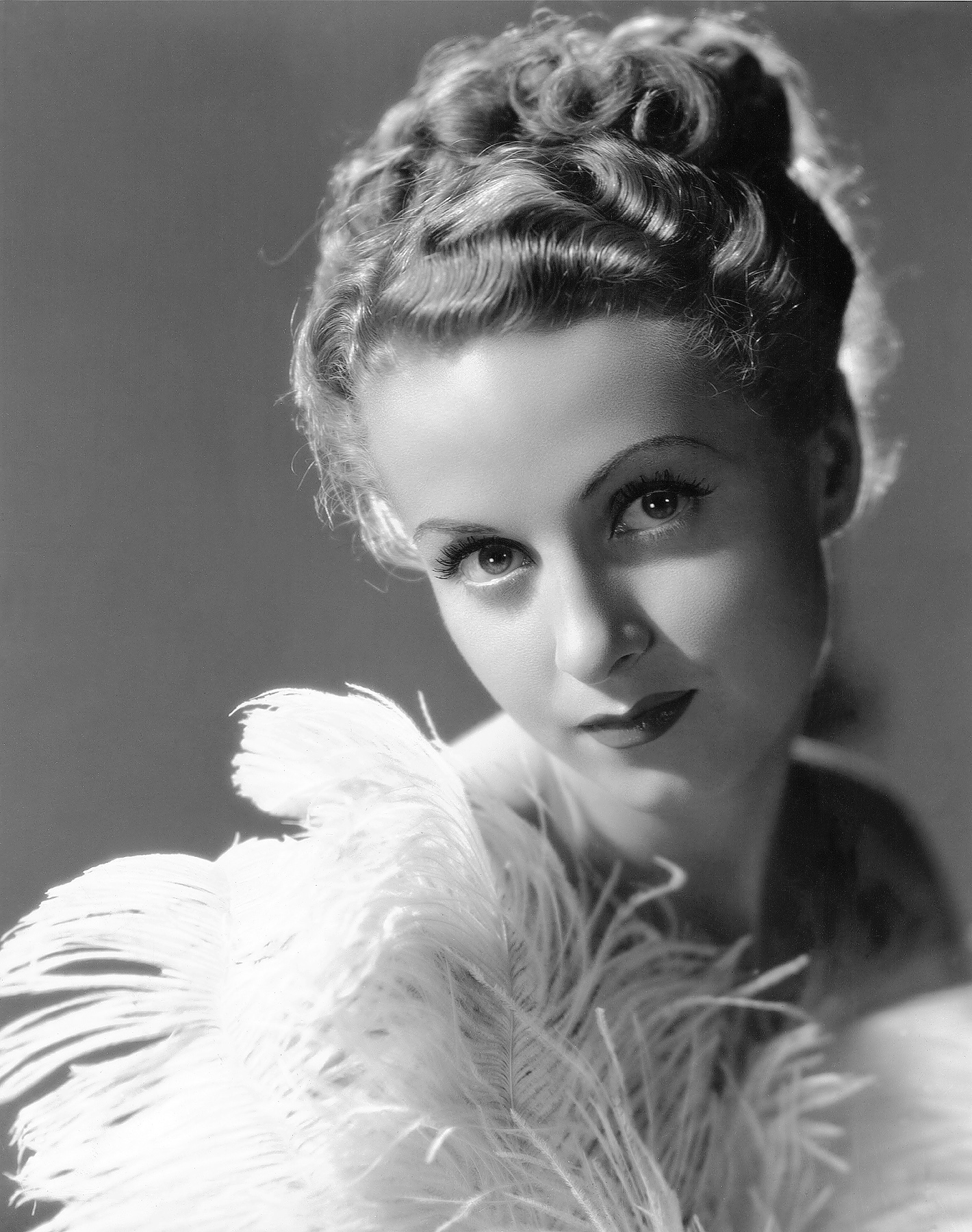
ダニエル・ダリュー／10月17日没

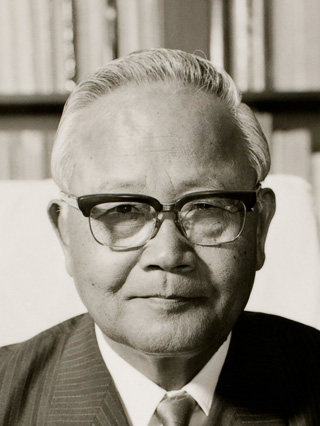
沢田敏男／10月18日没

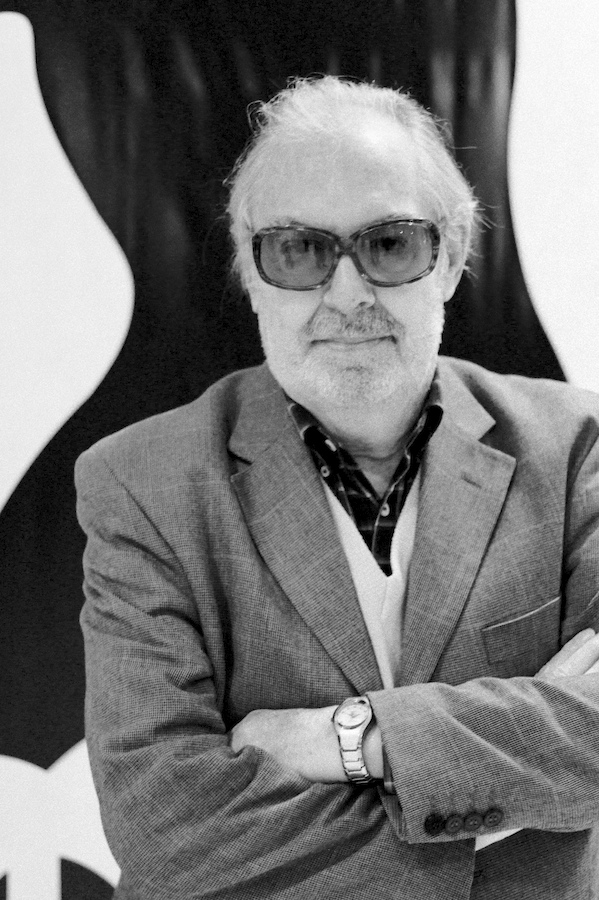
ウンベルト・レンツィ／10月19日没

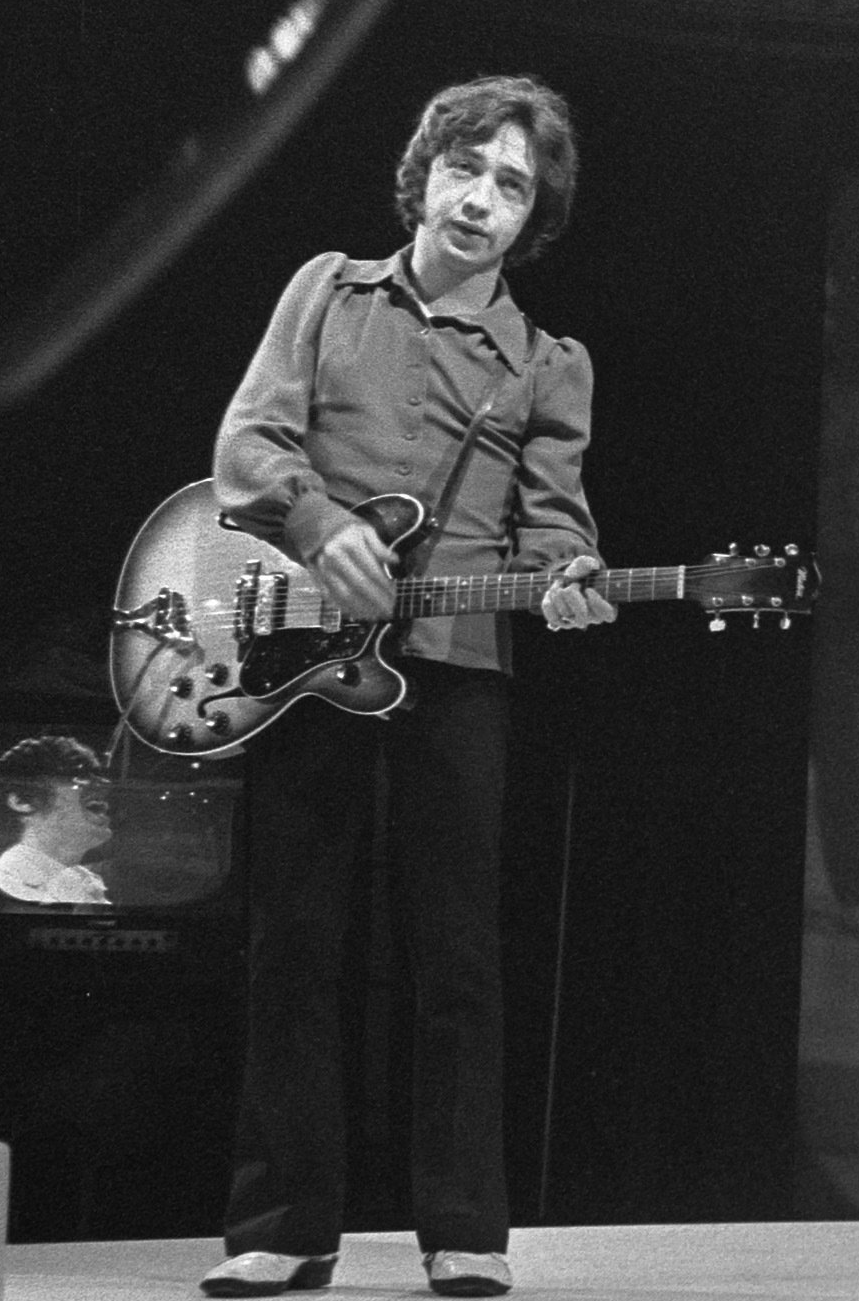
ジョージ・ヤング／10月23日没

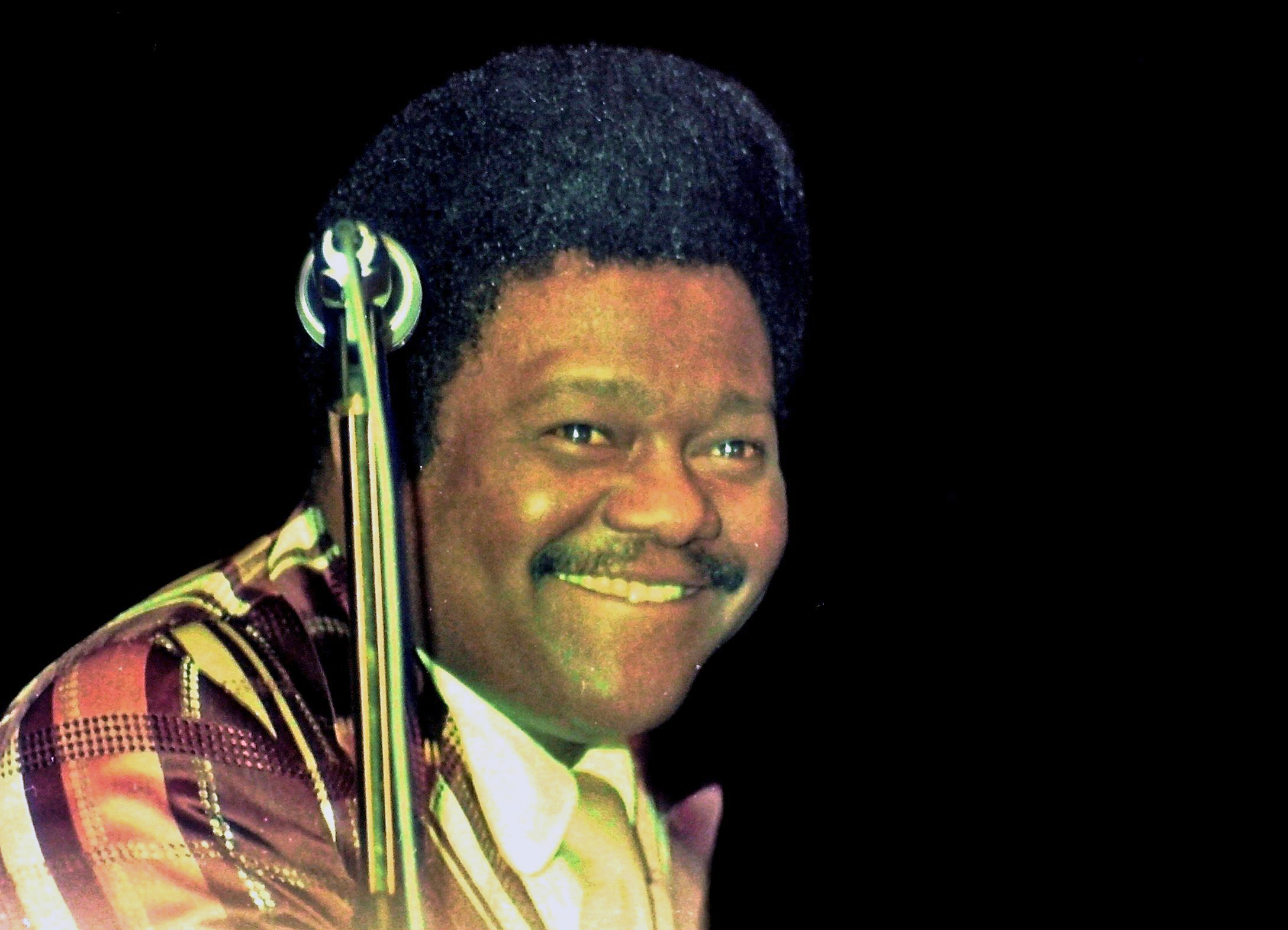
ファッツ・ドミノ／10月24日没

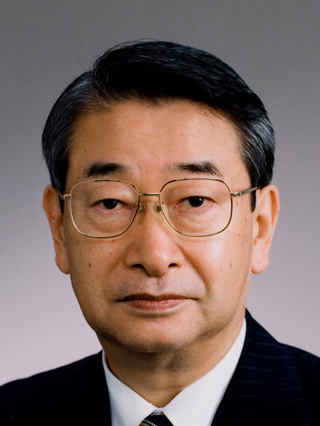
村上淳一／10月24日没

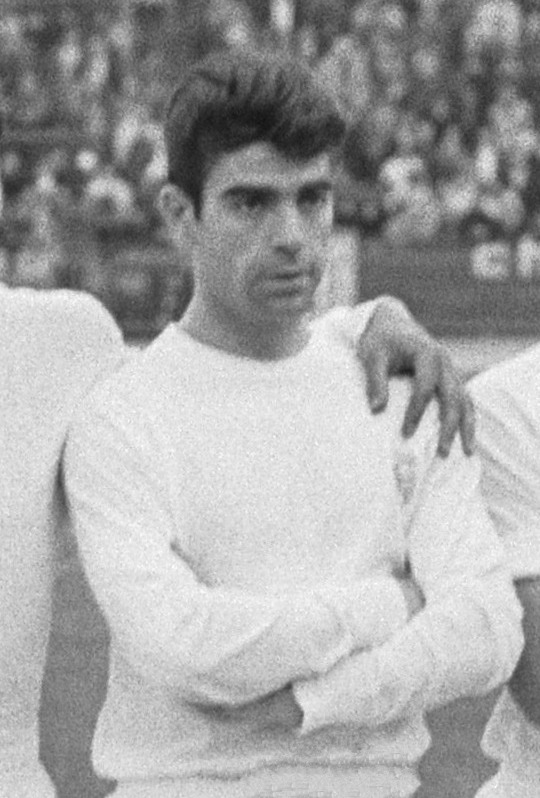
マヌエル・サンチス・マルティネス／10月28日没

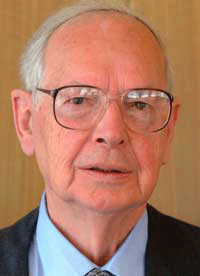
ニニアン・スティーヴン／10月29日没

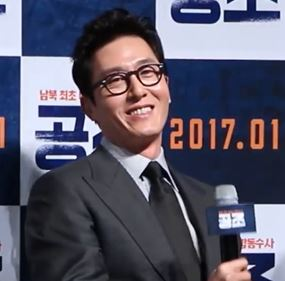
金柱赫／10月30日没

- 10月16日 - ロイ・ドートリス、イギリスの俳優（* 1923年）[69]
- 10月16日 - 山内武士、日本の政治家、元福井県大野市長（* 1927年）[70]
- 10月16日 - 岸宏一、日本の政治家、元自由民主党参議院議員、元山形県金山町長（* 1940年）[71]
- 10月16日 - ダフネ・カルーアナ・ガリジア、マルタのジャーナリスト、ブロガー（* 1964年）[72]
- 10月16日 - イスニロン・ハピロン、フィリピンの過激派活動家、ISIL組織「アブ・サヤフ」指導者（* 1966年、もしくは1968年）[73]
- 10月16日 - オマル・マウテ、フィリピンの過激派活動家、ISIL組織「マウテ」指導者（* 生年不明）[73]
- 10月17日 - ダニエル・ダリュー、フランスの女優（* 1917年）[74]
- 10月17日 - ゴード・ダウニー（英語版）、カナダのロック・ミュージシャン、ザ・トラジカリー・ヒップ（英語版）メンバー（* 1964年）[75]
- 10月18日 - 沢田敏男、日本の農学者、工学者、京都大学名誉教授、同元総長（* 1919年）[76]
- 10月18日 - 井上勤、日本の化学者、東京学芸大学名誉教授（* 1926年）[77]
- 10月18日 - 関本善則、日本の工学者、岩手大学名誉教授（* 1932年?）[78]
- 10月18日 - 林重徳、日本の工学者、佐賀大学名誉教授（* 1945年）[79]
- 10月18日 - イサーム・ザフルッディーン、シリアの軍人、共和国防衛隊大将（* 1961年）[80]
- 10月19日 - ウンベルト・レンツィ、イタリアの映画監督（* 1931年）[81]
- 10月19日 - 中村靖、日本の政治家、元自由民主党衆議院議員（* 1932年）[82]
- 10月20日 - スタン・コワルスキー（英語版）、アメリカ合衆国のプロレスラー（* 1926年）[83]
- 10月21日 - 清水司、日本の工学者、早稲田大学名誉教授、第11代総長、学校法人渡辺学園名誉理事長（* 1925年）[84]
- 10月21日 - 野田哲、日本の政治家、元日本社会党参議院議員（* 1926年）[85]
- 10月21日 - 櫻井冬樹、日本の郷土史家（* 1927年）[86]
- 10月21日 - 庄野至、日本の随筆家、元毎日放送制作局長（* 1928年）
- 10月21日 - 岸正倫、日本の数学者、名古屋大学名誉教授（* 1932年）[87]
- 10月22日 - 亀渕友香、日本のゴスペル歌手、ボイストレーナー、女優（* 1944年）[88][89]
- 10月22日 - 和栗由紀夫、日本の舞踏家（* 1952年）[90]
- 10月23日 - 岡部勝一、日本の政治家、元茨城県大宮町長（* 1923年）[91]
- 10月23日 - 葛西健蔵、日本の実業家、元アップリカ葛西創業者（* 1926年）[92]
- 10月23日 - ポール・ワイツ、アメリカ合衆国の宇宙飛行士（* 1932年）[93]
- 10月23日 - デビル紫、日本の元プロレスラー【国際プロレス所属】（* 1942年）[94]
- 10月23日 - ジョージ・ヤング、スコットランド出身のオーストラリアのロック・ミュージシャン、ソングライター、音楽プロデューサー（* 1947年）[95]
- 10月24日 - 小宮康孝、日本の染色家、人間国宝認定者（* 1925年）[96]
- 10月24日 - ファッツ・ドミノ、アメリカ合衆国の歌手、作曲家、ピアニスト（* 1928年）[97]
- 10月24日 - 松浦太一、日本の実業家、万協製薬創業者（* 1929年?）[98]
- 10月24日 - 村上淳一、日本の法学者、東京大学名誉教授（* 1933年）[99]
- 10月24日 - 遠藤萬里、日本の人類学者、東京大学名誉教授、元日本人類学会会長（* 1934年?）[100]
- 10月24日 - 若井たまる、日本の漫才師（* 1956年）[101]
- 10月25日 - 下垣内洋一、日本の実業家、日本鋼管 (NKK) 元社長、JFEホールディングス初代社長（* 1934年）[102]
- 10月25日 - 内山洋一、日本の歯学者、北海道大学名誉教授（* 1934年）[103]
- 10月25日 - 本田進、日本の化学者、近畿大学名誉教授（* 1936年）[104]
- 10月25日 - 遠藤賢司、日本のフォークソングシンガー（* 1947年）[105]
- 10月26日 - 神田三亀男、日本の民俗学者、歌人（* 1922年）[106]
- 10月26日 - 幸田重教、日本の実業家、元三井石油化学工業社長（* 1928年）[107]
- 10月26日 - 毛利子来、日本の小児科医（* 1929年）[108]
- 10月26日 - 篠沢秀夫、日本のフランス文学者、学習院大学名誉教授（* 1933年）[109]
- 10月27日 - 秤屋和久、日本の舞台照明家（* 1930年）[110]
- 10月27日 - 竹内透、日本の大蔵官僚、元北海道開発事務次官（* 1939年）[111]
- 10月28日 - 4代目常磐津松尾太夫、日本の常磐津節太夫（* 1927年）[112]
- 10月28日 - 稲垣喜代志、日本の編集者、風媒社創業者（* 1933年）[113]
- 10月28日 - マヌエル・サンチス・マルティネス、スペイン出身の元サッカー選手（* 1938年）[114]
- 10月28日 - 佐藤春陽、日本の政治家、元和歌山県新宮市長（* 1942年）[115]
- 10月29日 - ニニアン・スティーヴン、オーストラリアの裁判官、政治家、元オーストラリア総督（* 1923年）[116]
- 10月29日 - 中川一郎、日本の洋画家（* 1924年?）[117]
- 10月29日 - 稲垣精一、日本の銀行家、元肥後銀行頭取（* 1928年）[118]
- 10月29日 - デニス・バンクス（英語版）、アメリカ合衆国の先住民運動指導者、オジブワ族（* 1937年）[119]
- 10月29日 - 土方苑子、日本の教育学者、東京大学名誉教授（* 1945年）[120]
- 10月30日 - 西山啓、日本の心理学者、広島大学名誉教授（* 1930年）[121]
- 10月30日 - 茅幸二、日本の化学者、慶應義塾大学名誉教授（* 1936年）[122]
- 10月30日 - 金柱赫、大韓民国の俳優（* 1972年）[123]
- 10月31日 - 田尾桃二、日本の裁判官、法学者、元仙台高等裁判所長官、帝京大学名誉教授（* 1926年）[124]
- 10月31日 - 平野浩志、日本の実業家、元損害保険ジャパン社長（* 1942年）[125]
- 10月31日 - アブバカリ・ヤクブ、ガーナ出身のプロサッカー選手（* 1981年）[126]